# Fuente Alemana
La Fuente Alemana (en turco: Alman Çeşmesi) es un mirador de estilo fuente en el extremo norte del antiguo hipódromo (plaza de Sultanahmet), en la ciudad de Estambul, Turquía y frente al Mausoleo del Sultán Ahmed I. Fue construido para conmemorar el segundo aniversario de la visita del emperador alemán Guillermo II a Estambul en 1898. Fue construido en Alemania, y luego transportado pieza a pieza y montado en su sitio actual en 1900. La cúpula octogonal de la fuente de estilo neo-bizantino tiene ocho columnas de mármol, y el interior de la cúpula está cubierta con mosaicos dorados.
Durante su reinado como emperador alemán y rey de Prusia, Guillermo II visitó varios países europeos y orientales. Su viaje comenzó en Estambul, entonces parte del Imperio Otomano el 18 de octubre de 1898 durante el reinado del sultán Abdülhamid II.